# Ванетт (Оклахома)
Ванетт (англ. Wanette) — місто (англ. town) в США, в окрузі Поттаватомі штату Оклахома. Населення — 279 осіб (2020).

## Географія
Ванетт розташований за координатами 34°57′45″ пн. ш. 97°1′55″ зх. д. / 34.96250° пн. ш. 97.03194° зх. д. (34.962626, -97.031851).  За даними Бюро перепису населення США в 2010 році місто мало площу 1,10 км², уся площа — суходіл.

## Демографія
Згідно з переписом 2010 року, у місті мешкало 350 осіб у 141 домогосподарстві у складі 94 родин. Густота населення становила 317 осіб/км².  Було 173 помешкання (157/км²).
Расовий склад населення:
| - 82,6 % — білих - 10,6 % — корінних американців - 0,9 % — чорних або афроамериканців |

До двох чи більше рас належало 5,7 %. Частка іспаномовних становила 2,3 % від усіх жителів.
За віковим діапазоном населення розподілялося таким чином: 27,4 % — особи молодші 18 років, 57,2 % — особи у віці 18—64 років, 15,4 % — особи у віці 65 років та старші. Медіана віку мешканця становила 34,0 року. На 100 осіб жіночої статі у місті припадало 95,5 чоловіків;  на 100 жінок у віці від 18 років та старших — 98,4 чоловіків також старших 18 років.
Середній дохід на одне домашнє господарство  становив 42 824 долари США (медіана — 35 179), а середній дохід на одну сім'ю — 45 854 долари (медіана — 44 375). Медіана доходів становила 44 583 долари для чоловіків та 26 250 доларів для жінок. За межею бідності перебувало 29,0 % осіб, у тому числі 39,1 % дітей у віці до 18 років та 14,3 % осіб у віці 65 років та старших.
Цивільне працевлаштоване населення становило 104 особи. Основні галузі зайнятості: освіта, охорона здоров'я та соціальна допомога — 30,8 %, будівництво — 14,4 %, публічна адміністрація — 13,5 %.